# Saigon Phantom
Saigon Phantom (biệt danh: Những bóng ma Sài Thành) là một đội tuyển thể thao điện tử chuyên nghiệp bộ môn Liên Quân và có trụ sở tại Thành phố Hồ Chí Minh, Việt Nam tham dự giải Đấu trường Danh vọng ở bộ môn Liên Quân, họ là đội tuyển lâu đời nhất giải đấu, trong suốt 14 mùa giải họ chưa bao giờ bị lọt ra khỏi Top 4, và là một trong số những đội tuyển giàu thành tích nhất lịch sử Liên Quân. Đội tuyển của họ đã giành ngôi vô địch Arena of Valor Premier League 2023, á quân tại Arena of Valor International Championship 2020 á quân tại Arena of Valor Premier League 2022, nắm giữ kỷ lục mười lần vô địch Đấu trường Danh vọng: mùa Xuân 2018, mùa Đông 2020, mùa Đông 2021, mùa Xuân 2022, mùa Đông 2022, mùa Xuân 2023, mùa Đông 2023, mùa xuân 2024, mùa đông 2024, mùa xuân 2025. Năm 2022, đội hình của họ là đại diện chính thức của Đội tuyển Liên Quân Mobile quốc gia Việt Nam tranh tài tại Sea Games 31 tổ chức tại Hà Nội.

## Lịch sử

### 2017: Thành lập và những bước đi đầu tiên
Đội tuyển Saigon Phantom thành lập năm 2017 trước thềm vòng chung kết Đấu trường Huyền thoại mùa Xuân 2017 (nay là Đấu trường Danh vọng) với hàng ngũ gồm 6 thành viên: SGP Cyrus, SGP Deft, SGP Zeus, SGP Zeref, SGP Luv95, SGP Badas. Tuy nhiên họ đã phải dừng bước với vị trí Top 4 chung cuộc. Tại Đấu trường Danh vọng mùa Hè 2017, Saigon Phantom quay trở lại và bứt phá mạnh mẽ với ngôi á quân của giải, qua đó trở thành một trong ba đại diện của Việt Nam tham dự Garena Throne of Glory 2017. Tại giải đấu này, Saigon Phantom bị loại từ bán kết sau khi nhận thất bại trước đội tuyển ahq White. Trước thềm Đấu trường Danh vọng mùa Đông 2017 khởi tranh, Saigon Phantom công bố bản hợp đồng mới với tuyển thủ BronzeV. Tại giải đấu này, Saigon Phantom tiếp tục về thứ 4 chung cuộc.

### 2018-2020: Giai đoạn khó khăn
Đấu trường Danh vọng mùa Xuân 2018 chứng kiến sự thành công của Saigon Phantom với chức vô địch quốc nội lần đầu tiên sau khi giành thắng lợi 4-2 trước đội tuyển Adonis Esports. Tiếp sau đó tại Arena of Valor World Cup 2018, Saigon Phantom không làm nên điều bất ngờ khi bị loại từ vòng tứ kết. Sau khi nhận tài trợ từ Swing, đội tuyển đổi tên thành Swing Phantom. Tại Đấu trường Danh vọng mùa Đông 2018, Saigon Phantom mất chức vô địch vào tay Team Flash sau thất bại chung cuộc 1-4 trong trận chung kết. Hai mùa Đấu trường Danh vọng (mùa Xuân và mùa Đông 2019) chứng kiến một Saigon Phantom thi đấu không thành công khi chỉ về thứ 4 chung cuộc.
Bước vào năm 2020, Swing Phantom lấy lại tên cũ là Saigon Phantom và tiếp tục chinh chiến ở Đấu trường Danh vọng mùa Xuân 2020. Họ cũng chiêu mộ thành công bom tấn Lai Bâng sau một năm tuyển thủ này bị cấm thi đấu vì có dính líu đến cày thuê xếp hạng. Trong trận chung kết, Saigon Phantom nhận thất bại trước đối thủ Team Flash với tỉ số 0-4, qua đó về nhì tại giải. Tuy nhiên Saigon Phantom không phải chờ lâu khi Đấu trường Danh vọng mùa Đông 2020 khởi tranh, họ đã giành thắng lợi 4-1 trước Box Gaming, qua đó trở thành tân vương của giải. Họ cũng tiến vào tứ kết của giải Arena of Valor Premier League 2020 tổ chức vào tháng 7. Tại giải đấu Arena of Valor International Championship 2020 tổ chức vào cuối năm, Saigon Phantom đã tiến vào chung kết gặp đội tuyển MAD Team của Đài Bắc Trung Hoa, tuy nhiên họ không thể làm nên bất ngờ khi thất bại 2-4 trước đại diện của Đài Bắc Trung Hoa và giành ngôi á quân.

### 2021-2022: Dần lấy lại vị thế
Tại Đấu trường Danh vọng mùa Xuân 2021, Saigon Phantom lại bị Team Flash đánh bại với tỉ số 0-4 và chấp nhận về nhì. Tại giải đấu vô địch thế giới Arena of Valor World Cup 2021, Saigon Phantom cùng Team Flash và V Gaming là 3 đại diện của Việt Nam tham dự giải. Họ đã đánh bại V Gaming để trở thành đại diện duy nhất còn sót lại của Việt Nam đi tiếp tại giải đấu. Tuy nhiên do chênh lệch trình độ Saigon Phantom đã thua 0-4 trước MOP qua đó xếp thứ 3 chung cuộc. Tại Đấu trường Danh vọng mùa Đông 2021, Saigon Phantom đánh bại V Gaming sau 7 ván đấu với tỉ số 4-3, qua đó có lần thứ 3 đăng quang tại giải đấu cấp quốc nội. Tại giải đấu Arena of Valor International Championship 2021 tổ chức cuối năm, Saigon Phantom dừng bước ở bán kết sau thất bại 3-4 trước dtac Talon.
Tại vòng tuyển chọn Sea Games 31 diễn ra giữa tháng 3 năm 2022, Saigon Phantom đã trở thành đại diện chính thức của đội tuyển Liên Quân Mobile Việt Nam sau khi giành thắng lợi 4-1 trước V Gaming. Tại kỳ SEA Games này, họ giành huy chương bạc sau khi để thua đội tuyển Liên quân Thái Lan, với nòng cốt là đội tuyển Talon trong trận chung kết với tỉ số 4-1. Đấu trường Danh vọng mùa Xuân 2022, Saigon Phantom bảo vệ thành công chức vô địch của mình sau chiến thắng huỷ diệt 4-0 trước VGaming. Qua đó nâng tổng số lần lên ngôi vô địch của đội tuyển này lên con số 4 lần. Kỳ AIC 2022 tổ chức giữa năm chứng kiến một Saigon Phantom thi đấu không thành công khi phải dừng bước ngay tại vòng bảng.

### 2023-nay: Kỷ lục quốc nội và gặt hái thành công tại đấu trường quốc tế
Sau khi bị loại ngay từ vòng bảng, đội hình của Saigon Phantom gặp bất ổn lớn khi Yiwei đột ngột xin nghỉ thi đấu, ban huấn luyện của SGP có sự thay đổi khi HLV Polo chuyển qua làm quản lý đội tuyển. Thay vào đó, Titan (Huỳnh Trung Hiếu) được bổ nhiệm làm HLV mới. Đội tuyển Saigon Phantom cũng ký hợp đồng với cựu tuyển thủ của đội tuyển FAP Esports là Jiro để thay cho Yiwei. Trong trận chung kết Đấu trường Danh vọng mùa Đông 2022, Saigon Phantom đã ngược dòng đánh bại V Gaming từ 0-3 lên thành 4-3 để san bằng thành tích 4 lần vô địch quốc nội của Team Flash. Tại Arena of Valor Premier League 2022 tổ chức tại Thành phố Hồ Chí Minh, Việt Nam, SGP đã xuất sắc đánh bại những đối thủ rất mạnh như BRU và BRO. Họ chỉ chấp nhận thất bại trước đội tuyển Bacon Time đang có phong độ áp đảo với tỉ số 1-4 ở trận chung kết.
Tại vòng bán kết Đấu trường Danh vọng mùa Xuân 2023, SGP đánh bại HEAVY 4-0 để bước vào trận chung kết tổng với đối thủ nhiều duyên nợ là V Gaming. Với bản lĩnh của nhà vô địch, SGP đã giành chiến thắng chung cuộc 4-2 qua đó trở thành đội tuyển giàu thành tích và truyền thống nhất trong lịch sử Liên Quân Mobile Việt Nam với 6 lần vô địch quốc nội. Giải đấu Arena of Valor Premier League 2023 tổ chức tại Thái Lan chứng kiến một Saigon Phantom thi đấu bùng nổ khi đánh bại V Gaming 4-0, đánh bại BRO Esports 4-3 để tiến vào chung kết tổng tái ngộ Bacon Time. Sau 5 ván thi đấu, Saigon Phantom đã giành thắng lợi chung cuộc 4-1, qua đó trả món nợ thua 1-4 một năm trước tại Thành phố Hồ Chí Minh và có lần đầu đăng quang tại một giải đấu quốc tế.

## Đội hình
Danh sách thành viên
| Quốc tịch | Tên thi đấu | Tên thật         | Ngày/ tháng/ năm sinh | Vai trò                          |
| --------- | ----------- | ---------------- | --------------------- | -------------------------------- |
| Việt Nam  | Kuga        | Lê Quang Thiện   | 25/01/2003            | Đường Caesar (Dark Slayer Lane)  |
| Việt Nam  | Zeref       | Nguyễn Thanh Lâm | 09/11/1997            | Trợ thủ (Support)                |
| Việt Nam  | Bângg       | Thóng Lai Bâng   | 16/09/2001            | Đi rừng (Jungle)                 |
| Việt Nam  | Fish        | Lương Hoàng Phúc | 16/12/2002            | Đường giữa (Mid)                 |
| Việt Nam  | Red         | Phạm Vũ Hoài Nam | 19/02/1999            | Đường Rồng (Abyssal Dragon Lane) |
| Việt Nam  | Khoa        | Đinh Tấn Khoa    | 10/06/2003            | Trợ thủ (Support)                |
| Việt Nam  | Yiwei       | Lý Vương Thuyên  | 29/04/2003            | Đường Rồng (Abyssal Dragon Lane) |
| Việt Nam  | Jiro        | Nguyễn Quốc Hận  | 07/11/2001            | Đường Caesar (Dark Slayer Lane)  |
| Việt Nam  | Phoenix     | Nguyễn Hữu Đạt   | 28/09/2003            | Đường Rồng (Abyssal Dragon Lane) |

### Danh sách ban huấn luyện
| Quốc tịch | ID      | Tên              | Vai trò                |
| --------- | ------- | ---------------- | ---------------------- |
| Việt Nam  | Polo    | Võ Hoàng Huy     | Quản lý                |
| Việt Nam  | Titan   | Huỳnh Trung Hiếu | Huấn luyện viên trưởng |
| Việt Nam  | Lạc Lạc | Nguyễn Công Vinh | Trợ lý huấn luyện viên |

## Thành tích

### Trong nước
- Á quân Đấu trường Danh vọng mùa Hè 2017
- Vô địch Đấu trường Danh vọng mùa Xuân 2018
- Á quân Đấu trường Danh vọng mùa Đông 2018
- Á quân Đấu trường Danh vọng mùa Xuân 2020
- Vô địch Đấu trường Danh vọng mùa Đông 2020
- Á quân Đấu trường Danh vọng mùa Xuân 2021
- Vô địch Đấu trường Danh vọng mùa Đông 2021
- Vô địch Đấu trường Danh vọng mùa Xuân 2022
- Vô địch Đấu trường Danh vọng mùa Đông 2022
- Vô địch Đấu trường Danh vọng mùa Xuân 2023
- Vô địch Đấu trường Danh vọng mùa Đông 2023
- Vô địch Đấu trường Danh vọng mùa Xuân 2024
- Vô địch Đấu trường Danh vọng mùa Đông 2024
- Vô địch Đấu trường Danh vọng mùa Xuân 2025

### Quốc tế
- Á quân Arena of Valor International Championship 2020
- Hạng ba Arena of Valor World Cup 2021
- Huy chương bạc SEA Games 31
- Á quân Arena of Valor Premier League 2022
- Vô địch Arena of Valor Premier League 2023